# 参議院全国区
参議院全国区（さんぎいんぜんこくく）とは、かつて日本の参議院議員通常選挙で採用されていた、全国を一つの選挙区とする選挙制度である。

## 概説
全国を区域とする全国区は、1947年から1980年までの参議院議員通常選挙で、各都道府県を区域とする地方区と並んで設置されていた。候補者個人への投票によって、定数100人（1950年以降は半数改選のため改選数は50人ずつ）を選出していた。
全国区制を導入した理由は、法案が貴族院に提出された1946年12月に大村清一内務大臣が、「全国的に有名有為で優れた学識経験を持つ人材を簡抜することを主眼とし、職能的知識経験を有する者が選挙される可能性を生じさせることで、職能代表制を有する長所を採り入れることも目的としている」と説明している。
全国が単一の選挙区であるため、ゲリマンダーや一票の格差の問題が生じることなく、全ての候補者が全国の有権者から等しい条件で審判が下される制度であった。
一方で、全国各地を回る必要があることから、選挙費用がかさむ制度でもあり、金権選挙になる傾向があり「銭酷区」、「八当七落」、「十当九落」などと皮肉られる問題もあった（金権選挙を参照）。実際に、労働組合・業界団体・宗教団体などといった大きな組織をもつ組織内候補や、知名度の高いタレント候補に有利な制度であった。また、夏に選挙が行われ、全国を回ることから体力の消費が非常に激しく、当選した候補者が選挙直後に死去する事例も発生し、「残酷区」とも揶揄された。
全国から票を得られるので他の当選者の数倍の得票を得た候補者もいたが、単記非移譲式投票であるため議席を一つしか得られず、取り過ぎて余った票（広義の死票）が目立つ制度でもあった。また、有権者は多数の候補者の中から票を投じる相手を選ばなくてはならない（定数50人に対して、だいたい90人から110人が立候補していた）ために、有権者に候補者との距離を遠く感じさせる選挙という意見も存在した。
以上の問題点により、1983年の参院選からは政党名で投票する拘束名簿式の比例代表制に変更され、参議院比例区となった。全国区には無所属での立候補が可能だったが、比例区では不可能となった。2001年以後は現在の非拘束名簿式による比例代表制に変更されたため、実質的に全国区制が復活したと指摘する意見もある。

## 選挙結果

### 全国区上位当選者
| 回 | 年     | 1位当選者  | 1位当選者 | 2位当選者             | 2位当選者 | 3位当選者  | 3位当選者 | 4位当選者  | 4位当選者 | 5位当選者  | 5位当選者 |
| -- | ------ | ---------- | --------- | --------------------- | --------- | ---------- | --------- | ---------- | --------- | ---------- | --------- |
| 1  | 1947年 | 星一       | 48万7612  | 柳川宗左衛門          | 48万0927  | 早川慎一   | 43万5679  | 松本治一郎 | 41万5494  | 高橋龍太郎 | 37万0934  |
| 2  | 1950年 | 山川良一   | 61万0611  | 高木正夫              | 61万0025  | 加藤正人   | 58万9120  | 杉山昌作   | 45万8246  | 岩沢忠恭   | 41万9890  |
| 3  | 1953年 | 宇垣一成   | 51万3863  | 加賀山之雄            | 49万4543  | 横川信夫   | 43万9469  | 鹿島守之助 | 43万2650  | 上林忠次   | 41万2327  |
| 4  | 1956年 | 加藤シヅエ | 75万0232  | 加藤正人              | 46万2780  | 高田なほ子 | 46万1593  | 中村正雄   | 45万2467  | 下条康麿   | 41万0072  |
| 5  | 1959年 | 米田正文   | 94万1053  | 鹿島守之助            | 93万1726  | 辻政信     | 68万3256  | 前田久吉   | 66万6067  | 石田次男   | 66万3602  |
| 6  | 1962年 | 藤原あき   | 116万5046 | 加藤シヅエ            | 111万0024 | 長谷川仁   | 81万0650  | 迫水久常   | 78万0608  | 源田実     | 73万2896  |
| 7  | 1965年 | 鹿島守之助 | 101万4545 | 春日正一              | 87万5093  | 玉置和郎   | 85万4473  | 田中寿美子 | 85万4272  | 須藤五郎   | 77万7270  |
| 8  | 1968年 | 石原慎太郎 | 301万2552 | 青島幸男              | 120万3431 | 上田哲     | 104万6709 | 今東光     | 101万5872 | 重宗雄三   | 88万2036  |
| 9  | 1971年 | 田英夫     | 192万1640 | 志村愛子 （安西愛子） | 149万1669 | 望月優子   | 111万6839 | 町村金五   | 95万2130  | 栗林卓司   | 82万1067  |
| 10 | 1974年 | 宮田輝     | 259万5236 | 市川房枝              | 193万8169 | 青島幸男   | 183万3618 | 鳩山威一郎 | 150万4561 | 山東昭子   | 125万6724 |
| 11 | 1977年 | 田英夫     | 158万7262 | 江田五月              | 139万2475 | 福島茂夫   | 127万7731 | 玉置和郎   | 111万9598 | 梶木又三   | 111万9430 |
| 12 | 1980年 | 市川房枝   | 278万4998 | 青島幸男              | 224万7157 | 鳩山威一郎 | 200万5694 | 宮田輝     | 184万4286 | 中山千夏   | 161万9629 |

### 全国区下位当選者
| 回 | 年     | 年      | 下位5位当選者 | 下位5位当選者 | 下位4位当選者 | 下位4位当選者 | 下位3位当選者 | 下位3位当選者 | 下位2位当選者 | 下位2位当選者 | 最下位当選者 | 最下位当選者 |
| -- | ------ | ------- | ------------- | ------------- | ------------- | ------------- | ------------- | ------------- | ------------- | ------------- | ------------ | ------------ |
| 1  | 1947年 | 6年議員 | 岡村文四郎    | 13万4525      | 鬼丸義斎      | 13万0816      | 井上なつゑ    | 12万8728      | 小泉秀吉      | 12万7129      | 岡本愛祐     | 12万3679     |
| 1  | 1947年 | 3年議員 | 伊東隆治      | 7万1324       | 細川嘉六      | 7万1171       | 小杉イ子      | 7万0330       | 仲子隆        | 6万8481       | 国井淳一     | 6万8128      |
| 2  | 1950年 | 1950年  | 小川久義      | 14万8254      | 鈴木恭一      | 14万7224      | 椿繁夫        | 14万5807      | 山花秀雄      | 14万5617      | 寺尾豊       | 14万4524     |
| 3  | 1953年 | 1953年  | 関根久蔵      | 16万4701      | 大谷贇雄      | 16万2624      | 八木秀次      | 16万1328      | 柏木庫治      | 16万0091      | 楠見義男     | 15万9762     |
| 4  | 1956年 | 1956年  | 光村甚助      | 25万5076      | 稲浦鹿蔵      | 25万4781      | 内村清次      | 25万4137      | 柴谷要        | 24万2990      | 小西英雄     | 24万0711     |
| 5  | 1959年 | 1959年  | 基政七        | 28万3309      | 豊瀬禎一      | 27万9330      | 徳永正利      | 27万6000      | 中村順造      | 27万0942      | 向井長年     | 26万6150     |
| 6  | 1962年 | 1962年  | 柴谷要        | 39万5797      | 森田たま      | 39万4958      | 光村甚助      | 38万7473      | 松村秀逸      | 38万2149      | 阿部竹松     | 37万6901     |
| 7  | 1965年 | 1965年  | 金丸冨夫      | 45万0731      | 山高しげり    | 45万0072      | 梶原茂嘉      | 44万3891      | 米田正文      | 44万0944      | 石本茂       | 43万9909     |
| 8  | 1968年 | 1968年  | 安永英雄      | 51万1587      | 阿具根登      | 50万5332      | 高山恒雄      | 49万2808      | 横川正市      | 47万7493      | 北村暢       | 46万1500     |
| 9  | 1971年 | 1971年  | 水口宏三      | 48万7161      | 鈴木力        | 47万8723      | 宮之原貞光    | 47万0491      | 青木一男      | 44万5789      | 立川談志     | 44万3854     |
| 10 | 1974年 | 1974年  | 小巻敏雄      | 57万5110      | 森下泰        | 57万3969      | 岩間正男      | 57万3556      | 上田稔        | 57万3496      | 近藤忠孝     | 57万3211     |
| 11 | 1977年 | 1977年  | 石本茂        | 65万1553      | 宮之原貞光    | 63万8364      | 佐藤三吾      | 62万5721      | 市川正一      | 60万8924      | 穐山篤       | 58万2847     |
| 12 | 1980年 | 1980年  | 柄谷道一      | 68万6514      | 伊藤郁男      | 68万3502      | 立木洋        | 67万4958      | 粕谷照美      | 66万4826      | 和田静夫     | 64万2554     |

第2回以降は欠員補充のため下位当選の何人かが半期（任期3年）議員となっている（背景ピンクの候補者）。なお第3回参院選で当選した楠見義男は1954年10月の栃木県佐野市での再選挙の結果落選。次点だった平林剛が半期議員として当選した。また第4回参院選で当選した小西英雄は1959年2月に東京高裁の当選無効判決について最高裁で上告が棄却され判決が確定し議員を退職。次点だった上条愛一が半期議員として当選した。

### 全国区上位落選者
| 回 | 年     | 次点落選者 | 次点落選者 | 次々点落選者 | 次々点落選者 | 3番目落選者 | 3番目落選者 | 4番目落選者 | 4番目落選者 | 5番目落選者 | 5番目落選者 |
| -- | ------ | ---------- | ---------- | ------------ | ------------ | ----------- | ----------- | ----------- | ----------- | ----------- | ----------- |
| 1  | 1947年 | 宮東孝行   | 6万5642    | 坪井研精     | 6万5642      | 渡部義通    | 6万5023     | 聴濤克巳    | 6万4765     | 森川重一    | 6万4617     |
| 2  | 1950年 | 増田俊明   | 14万3330   | 門屋盛一     | 14万3201     | 小西聖夫    | 14万2765    | 松平康東    | 14万1033    | 林了        | 13万9701    |
| 3  | 1953年 | 平林剛     | 15万9381   | 前野与三吉   | 15万8472     | 大須賀貞夫  | 15万7632    | 寺田甚吉    | 15万3788    | 椿繁夫      | 15万3259    |
| 4  | 1956年 | 上条愛一   | 24万0617   | 岡田修一     | 23万5062     | 北畠教真    | 23万2849    | 竹中治      | 22万9433    | 児玉マツエ  | 22万7549    |
| 5  | 1959年 | 後藤俊男   | 26万6059   | 鈴木市蔵     | 26万3485     | 柴谷要      | 25万6140    | 林塩        | 25万6031    | 豊田雅孝    | 25万4761    |
| 6  | 1962年 | 山高しげり | 37万5172   | 安田善一郎   | 37万4843     | 常岡一郎    | 36万7828    | 平林剛      | 35万6273    | 片山巌      | 35万5844    |
| 7  | 1965年 | 石谷憲男   | 43万2644   | 阿具根登     | 41万8500     | 中野源次郎  | 41万7596    | 北川義行    | 41万4701    | 豊瀬禎一    | 40万9457    |
| 8  | 1968年 | 塩崎潤     | 45万2823   | 石本茂       | 44万8409     | 佐藤新次郎  | 43万3878    | 満岡文太郎  | 42万9903    | 佐藤三蔵    | 42万9517    |
| 9  | 1971年 | 黒住忠行   | 40万8045   | 野末陳平     | 40万0359     | 横山フク    | 38万8171    | 山本忠義    | 36万1408    | 小林章      | 35万7399    |
| 10 | 1974年 | 山下春江   | 56万6309   | 村上正邦     | 55万2854     | 田中忠雄    | 55万0689    | 田沢智治    | 54万2119    | 坂健        | 51万6159    |
| 11 | 1977年 | 佐藤敬夫   | 55万9318   | 加藤進       | 55万8685     | 近藤忠孝    | 53万7604    | 春日正一    | 53万0785    | 望月優子    | 52万8228    |
| 12 | 1980年 | 秦豊       | 62万7272   | 安永英雄     | 62万3252     | 渡辺武      | 62万1135    | 内藤功      | 61万7768    | 命苫孝英    | 60万5410    |

背景青の候補者は、後に繰り上げ当選した候補者。第3回参院選で次点だった平林剛は1954年10月の再選挙で当選。第4回参院選で次点だった上条愛一は小西英雄の当選無効判決の確定により当選。

## 呼称
全国行脚による選挙活動で疲労し切って選挙戦中又は当選確定直後に倒れて死亡した候補者が実際にいたため、全国区ならぬ「残酷区（ざんこくく）」と揶揄されていた。また、全国を飛び回る交通費も膨大であったため「銭酷区（ぜにこくく）」とも呼ばれていた。以下にその実例を示す。
| 参院選        | 参院選       | 候補者     | 候補者   | 死去          | 死去 |
| 年月日        | 選挙         | 氏名       | 所属政党 | 年月日        | 年齢 |
| ------------- | ------------ | ---------- | -------- | ------------- | ---- |
| 1962年7月1日  | 第6回参院選  | 松村秀逸   | 自民党   | 1962年9月7日  | 62歳 |
| 1971年6月27日 | 第9回参院選  | 山本伊三郎 | 社会党   | 1971年7月8日  | 65歳 |
| 1971年6月27日 | 第9回参院選  | 村上孝太郎 | 自民党   | 1971年9月8日  | 55歳 |
| 1980年6月22日 | 第12回参院選 | 向井長年   | 民社党   | 1980年6月23日 | 69歳 |